# Christian Ulrichs
Christian Ulrichs (* 26. Januar 1968 in Dortmund) ist ein deutscher Biologe. Er ist Professor an der Humboldt-Universität zu Berlin, ab 2003 für das Fachgebiet Urbanen Gartenbau im Rahmen einer Juniorprofessur, seit 2009 für das Fachgebiet Urbane Ökophysiologie der Pflanzen als Lehrstuhlinhaber.
Er studierte Biologie an der Freien Universität Berlin, war von 1995 bis 1998 Wissenschaftlicher Mitarbeiter an der Humboldt-Universität zu Berlin. Dort erfolgte seine Promotion zum Dr. rer. agr., eine zweite Promotion zum Dr. rer. nat. erfolgte an der TU München. Von 1998 bis 2001 arbeitete er als System-Analyst im Bereich des Integrierten Pflanzenschutzes für das World Vegetable Center (AVRDC) in Taiwan. In dieser Zeit war er längere Zeit auf den Philippinen tätig. Ab Oktober 2001 erfolgte ein Auslandsaufenthalt am US-Department of Agriculture, wo er sich mit Klimamodellen und Schaderregervorhersagen beschäftigte. Seit 2003 ist er an der Humboldt-Universität zu Berlin tätig.
Christian Ulrichs erforscht, wie Pflanzen im urbanen Umfeld physiologisch auf Stress reagieren, wie chemischer Austausch (Biokommunikation) innerhalb und zwischen Organismen wirkt, und wie nachhaltige urban-nachhaltige Agrarsysteme gestaltet werden können – z. B. durch neue Technologien wie das Container‑basierte CUBES Circle‑System. Zudem legt er großen Wert auf Qualitäts- und Nährstoffanalysen bei frischem Obst und Gemüse und deren Klimaanpassung, insbesondere im Hinblick auf Ernährungssicherheit und Umweltschutz in Städten.
Ulrichs war von 2004 bis 2015 im Vorstand der Deutschen Gartenbauwissenschaftlichen Gesellschaft. Hier war er von 2011 bis 2013 u. a. Präsident. Von 2011 bis 2017 war er zudem im Council der International Society for Horticultural Sciences (ISHS). Er ist u. a. Mitglied des wissenschaftlichen Beirats des Branchenverbandes Cannabiswirtschaft e.V.